# François d’Etienne de Saint-Jean de Prunières
François d’Éstienne de Saint-Jean de Prunières (* 18. April 1718 in Gap; † 12. März 1799 in Marseille) war ein französischer Bischof.

## Leben
François d’Étienne de Saint-Jean (auch: d’Estienne de Saint-Jean) war der Sohn des Herrn von Prunières. Dank Jean-François Boyer wurde er am 12. März 1753 im Alter von 34 Jahren Bischof von Grasse. Erzbischof Bernardin-François Fouquet von Embrun weihte ihn am 20. Mai. Da er sich der Französischen Revolution nicht beugen wollte, die sein Bistum auflöste, ging er 1791 im Alter von 73 Jahren ins Exil, zuerst nach Savigliano, 1794 nach Bologna. Ende der 1790er Jahre kehrte er inkognito nach Frankreich zurück und starb 1799 in Marseille.